# نظر أباد (كبغيان)
نظر أباد (بالفارسية: نظرآباد) هي قرية تقع في إيران في قسم كبغيان الريفي. يقدر عدد سكانها بـ 23 نسمة بحسب إحصاء 2016.